# 254000 Johncryan
254000 Johncryan este o planetă minoră (asteroid), cu un diametru de 3,733 km, din centura de asteroizi. A fost descoperită pe 15 martie 2004 la Catalina Station⁠(d) de Catalina Sky Survey. 
Obiectul prezintă o orbită caracterizată de o semiaxă mare de 2,7019701957858 UAi, o excentricitate de 0,19810091419534, o înclinație de 13,676369331104 ° în raport cu ecliptica.